# Paul Jolly
Pour les articles homonymes, voir Jolly.
Paul Jolly (8 juin 1790 à La Chaussée - 14 mai 1879 à Paris) est un médecin français, membre de l’Académie de médecine de Paris.

## Biographie
Élève et parent de Hippolyte Royer-Collard, il est reçu docteur en 1821.
Collaborateur de plusieurs journaux de médecine, il est secrétaire-général de l’Athénée médical de Paris, dès 1815. En 1834, il est nommé rapporteur de la Commission d’organisation médicale présidée par Mathieu Orfila. En 1835, il est admis à l’Académie impériale de médecine. Il publie de très nombreux et estimés rapports médicaux.
Très jeune, il écrit son « Essai sur la Statistique et la Topographie médicale de la ville de Châlons-sur-Marne ». Il publie de nombreuses études sur l’hygiène, sur le tabac, l’absinthe.
Il est l'arrière grand-père de l'hématologiste Justin Jolly.

## Œuvres et publications
- Essai sur la statistique et la topographie médicale de la ville de Châlons-sur-Marne, Boniez-Lambert, 1820, 84 p.
- Paroles de regrets prononcées sur la tombe de M. le professeur Royer-Collard, au nom de l'Athénée de médecine de Paris, Gueffier, 1825, 3 p.
- Lettre sur le choléra-morbus : adressée à un médecin de province, J.-B. Baillière (Paris), 1832, 31 p., lire en ligne sur Gallica.
- De l'état sanitaire et des moyens d'assainissement des Landes de Bordeaux,[rapport fait au Conseil de salubrité institué près la compagnie d'exploitation et de colonisation de cette partie de la France], Pillet Aîné, 1834, 39 p., Texte intégral.
- Rapport fait au Conseil de salubrité institué près la Compagnie d'exploitation et de colonisation des landes de Bordeaux, sur l'état sanitaire et les moyens d'assainissement de cette partie de la France, etc., impr. de Pillet aîné (Paris), 1834, in-8° , 39 p., lire en ligne sur Gallica.
- Considérations sur la syphilis et les syphilides, [rapport académique de M. le docteur Jolly sur un mémoire de M. le docteur Gibert, avec des notes de l'auteur du mémoire], Hauquelin et Bautruche, 1843, 19 p.
- De l'Imitation considérée dans ses rapports avec la philosophie, la morale et la médecine, J.-B. Baillière (Paris), 1845, 27 p.
- Obsèques de M. Hipp. Royer-Collard, [Discours de M. Jolly, au nom de l'Académie], impr. de L. Martinet, 1851, 8 p.
- Mémoire sur la propriété épidémique du choléra, [lu dans les séances des 18 octobre et 2 novembre 1853], F. Malteste, 1853, 43 p.
- Quelques remarques pratiques sur la prophylaxie et le traitement du choléra, [mémoire lu à l'Académie dans les séances des 28 mars et 6 avril 1854].
- Hygiène publique. Question des eaux de Paris, réponse à M. Robinet, Dentu (Paris), 1861, Texte intégral.
- Hygiène publique. Question des eaux de Paris, encore un mot de réponse à M. Robinet, impr. de Wittersheim, 1862, 16 p.
- Études médicales sur le tabac [lues à l'Académie impériale de médecine dans les séances des 21 et 28 février 1865], impr. de F. Malteste, 24 p.
- Études hygiéniques et médicales sur le tabac, F.-V. Bitsch, 1865, 50 p.
- L'absinthe et le tabac, [lu à l'Académie de médecine, dans sa séance du 25 juillet 1871], impr. de A. Chaix (Paris), 1871, 23 p., lire en ligne sur Gallica.
- Etudes hygiéniques et médicales sur l'alcool et ses composés, impr. de F.-V. Bittsch (Vitry), [1866].
- Le tabac et l'absinthe, leur influence sur la santé publique, sur l'ordre moral et social, Paris, 1875.
- Hygiène morale, J.-B. Baillière et fils (Paris), 1877,  276 p., lire en ligne sur Gallica.